# Hydrozoanthidae
Hydrozoanthidae es una familia de animales marinos que pertenecen al orden Zoantharia de la clase Anthozoa.
La familia se erigió en 2010 por Sinniger, Reimer y Pawlowski, a raíz de un estudio del DNA de las especies de la familia Parazoanthidae.

## Géneros
El Registro Mundial de Especies Marinas reconoce los siguientes géneros en la familia:
- Hydrozoanthus Sinniger, Reimer & Pawlowski, 2010
- Terrazoanthus Reimer & Fujii, 2010

## Hábitat y distribución
La familia contiene especies, mayoritariamente coloniales, que se asocian en una relación epibionte con hydrozoos y otros organismos. Halladas en aguas templadas, subtropicales y tropicales de los océanos Atlántico, Índico y Pacífico.

## Galería

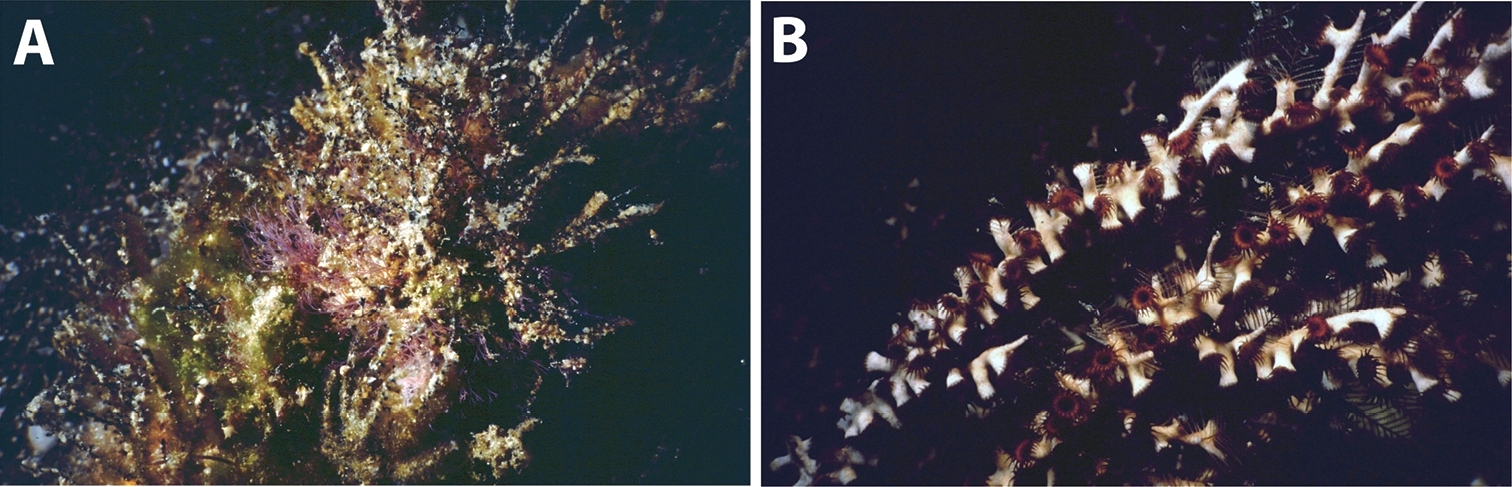
Hydrozoanthus gracilis
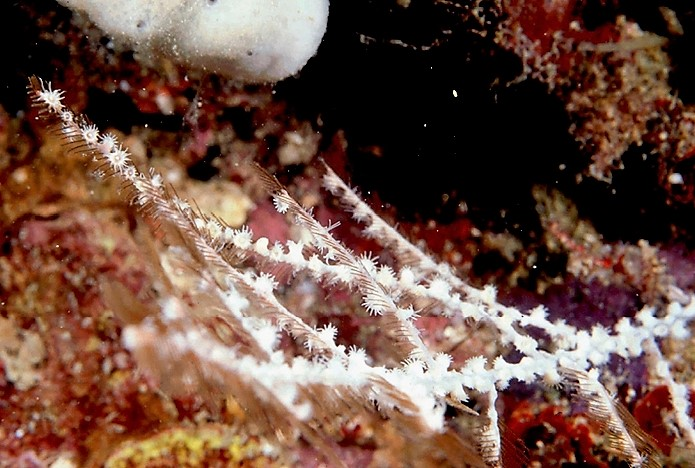
Hydrozoanthus sp en Tanjung Pandan
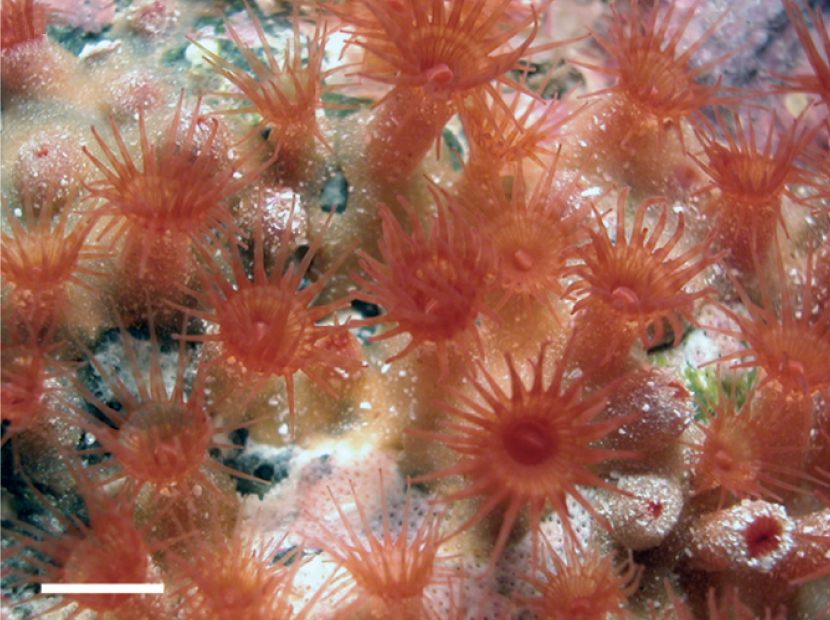
Terrazoanthus onoi
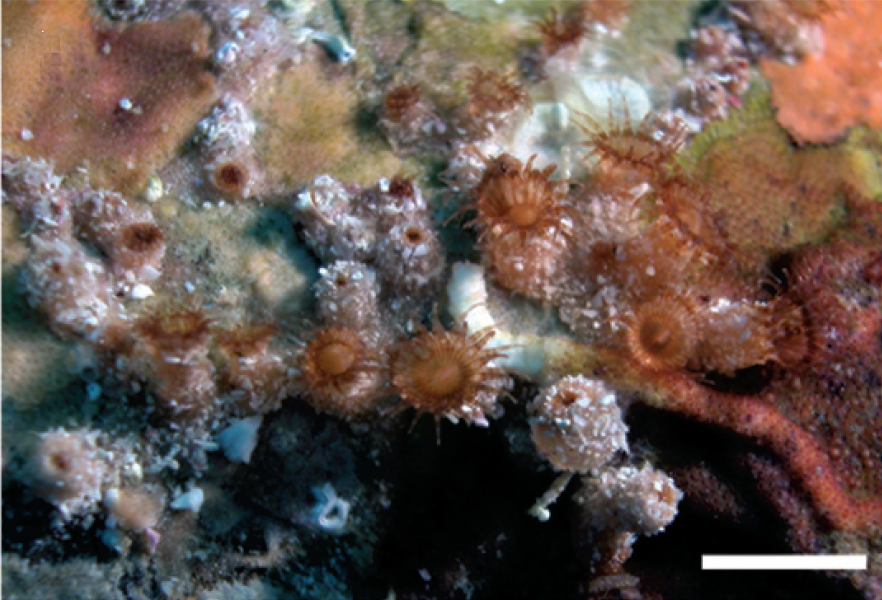
Terrazoanthus sinnigeri